# 刘延东
刘延东（1945年11月—），江苏南通人，生于江苏淮安，中国共产党、中华人民共和国政治人物，原副国级领导人。吉林大学行政学院政治学理论专业毕业，法学博士。1964年7月加入中国共产党，曾任第十七、十八届中央政治局委员，是继邓颖超之后，中共第二位连任的女性政治局委员。曾任中華人民共和國國務院副總理，也是国务院历史上第四位女副总理。2015年4月30日至2018年3月任中国足球改革领导小组组长。现任国际儒学联合会会长。

## 生平

### 从政经历
1964年，刘延东考入清华大学化学工程系学习；在校期间，曾担任政治辅导员。
1970年起，先后在唐山开平化工厂和北京化工实验厂工作。
1980年，调入中共北京市委组织部工作，正式走上仕途。
1981年，出任中共北京市朝阳区委副书记。
1982年，刘延东进入共青团中央，先后在这里工作了九年，历任团中央书记处书记、常务书记，全国青联副主席、主席等职；和王兆国、胡锦涛、宋德福等三任团中央负责人共事。
1991年3月，由共青团中央转任中央统战部，依然从事党务工作，出任中共中央统战部副秘书长；6个月后，升任统战部副部长。在任中央统战部副部长期间，刘延东先后在中国人民大学和吉林大学完成并获得了硕士和博士学位，并曾兼任中央社会主义学院党组书记、宋庆龄基金会副主席。
在十一年副部长任职经历后，2002年刘延东晋升为中共中央统战部部长；并在次年3月的第十届全国政协第一次会议上，当选为全国政协副主席（仅次于王忠禹、廖暉，排名第三位），成为党和国家领导人。
2007年10月召开的中共十七届一中全会上，刘延东跻身中央政治局委员；次年3月，被任命为国务委员；不久，又出任北京奥运会组委会副主席、党组副书记。
2012年11月，在中共十八届一中全会上，连任中共中央政治局委员，成为继邓颖超之后，中共第二位连任的女性中央政治局委员。2013年3月，被国务院总理李克强提名为国务院副总理，是中华人民共和国建国以来第四位女副总理（之前三位分别是吴桂贤、陈慕华、吴仪）。
2017年10月25日，71岁的刘延东在中共十九届一中全会后卸任中共中央政治局委员，并在十三届全国人大一次会议后卸任国务院副总理一职退休。
2019年11月，当选为国际儒学联合会第六届会长。

## 荣誉

### 勋章奖章
- 友谊勋章（俄罗斯，2017年11月1日于北京人民大会堂颁发[5]）

## 家族
- 丈夫：楊元惺（1942年4月-）[6]，生于四川成都。何鴻燊密友。1961年参军，毕业于中国人民解放军通讯工程学院（现西安电子科技大学），高级工程师。现任中国艺术摄影学会主席；中华文化促进会摄影专业委员会副会长；曾任中国科学技术协会基建房產辦公室主任，北京市魯藝房地產的董事長；父亲楊顯東曾任農業部副部長和中国科协副主席。
- 女兒：楊帆，與丈夫馮琦育有一對雙胞胎女兒。
- 女婿：馮琦（加拿大籍），曾和周凱旋（1960年12月3日-，李嘉诚密友）共同创办tom.com公司和深圳易網通公司。[7]
- 大姐：刘延淮，北京东方灵盾科技董事长兼总裁。
- 二姐：刘延宁，国家信息中心党办主任。
- 弟弟：刘延申，香港皇裕国际董事。